# Cesare Darby
Cesare Darby (Cefalù, 27 giugno 1892 – ...) è stato un militare e aviatore italiano, che come capitano pilota del Corpo aeronautico militare fu un pioniere dell'aviazione da bombardamento italiana durante la prima guerra mondiale, insignito di due medaglie d'argento, una di bronzo al valor militare e due Croci al merito di guerra.

## Biografia
Nacque a Cefalù il 27 giugno 1892, e dopo assersi arruolato nel Regio Esercito transitò in forza al Corpo aeronautico militare nel 1916, in piena prima guerra mondiale. Conseguì il brevetto di pilota militare in quello stesso anno presso la Scuola di volo di Busto Arsizio venendo poi assegnato con il grado di capitano alla specialità bombardamento.
Dal 25 aprile 1917 è nella 3ª Squadriglia e poi comanda l'8ª Squadriglia Caproni di stanza ad Aviano, passando quindi alla testa del IV Gruppo Aeroplani si basa sul campo d'aviazione della Comina. Partecipò a tre bombardamenti sulla base navale di Pola insieme a famosi aviatori come Luigi Gori, Maurizio Pagliano e Gabriele D'Annunzio.
Al termine del conflitto, su di lui sono assenti informazioni ufficiali nei registri militari fino al 1920. Data la sua forte amicizia con D'Annunzio, testimoniata anche da scambi reciproci di lettere, si considera certa la sua partecipazione nell'impresa Fiumana. Quindi, al termine della Reggenza del Carnaro, assunse il comando della 310ª Squadriglia Caproni, delle Comunicazioni Aeree Sperimentali, dell'8ª Squadriglia del Levante, della 66ª Squadriglia SVA di stanza a Centocelle. Nel 1923 assunse il comando della 12ª Squadriglia Caproni disloccata sul campo d'aviazione di Tripoli-Mellaha (oggi Aeroporto militare di Mitiga), in Tripolitania. Transitato nella Regia Aeronautica il 15 ottobre 1923, fu promosso maggiore nel 1924, e tra il 16 e il 23 maggio di quello stesso anno compì la prima trasvolata Milano-Tripoli volando a bordo di un Caproni Ca.33. Comandante del Gruppo Bombardamento Notturno di Ciampino, del IV Gruppo B.N. di Lonate Pozzolo, è promosso tenente colonnello nel 1927. Risulta decorato con due medaglie d'argento, una di bronzo al valor militare due Croci al merito di guerra e una promozione per merito di guerra. Dopo la nomina a Cavaliere dell’Ordine della Corona d’Italia nel 1932, sui registri ufficiali non sono più presenti informazioni su di lui.

### Annotazioni
1. ↑  Si trattava dell'esemplare N° 24822 dotato di tre propulsori Isotta-Fraschini V.4  (due Tosi ed un Bianchi). Durante il volo l’equipaggio riuscì anche a scattare diverse foto delle basi aeree inglesi dell’isola di Malta.

### Fonti
1. 1 2 3 4 5  Mancini 1936, p. 217.
2. ↑  Ludovico 1980, p. 27.
3. ↑  Ludovico 1980, p. 76.
4. ↑  Ludovico 1980, p. 188.
5. ↑  Gazzetta Ufficiale del Regno d’Italia n.206 del 6 settembre 1932, pag.3928.